# 시나노오이와케역
시나노오이와케역(일본어: 信濃追分駅, しなのおいわけえき)은 나가노현 기타사쿠군 가루이자와정 오아자오이와케에 위치한 시나노 철도 시나노 철도선의 역이다.

## 승강장
상대식 2면 2선 구조의 지상역이다. 승강장은 가로다리로 이어져 있다.
| 1 | ■ 시나노 철도선 | (상행) | 가루이자와 방면     |
| 2 | ■ 시나노 철도선 | (하행) | 고모로・나가노 방면 |

## 역사
- 1909년 6월 25일: 임시 승강장으로 영업 개시.
- 1923년 10월 1일: 일반역으로 승격.
- 1987년 4월 1일: 일본국유철도 분할민영화에 따라 동일본 여객철도 소속이 됨.
- 1997년 10월 1일: 나가노 신칸센 (현 호쿠리쿠 신칸센) 개통으로 가루이자와-시노노이 구간이 시나노 철도로 이관되면서 시나노 철도선 소속이 됨.
- 2013년 7월 13일: 자동 판매기 설치.

## 화랑

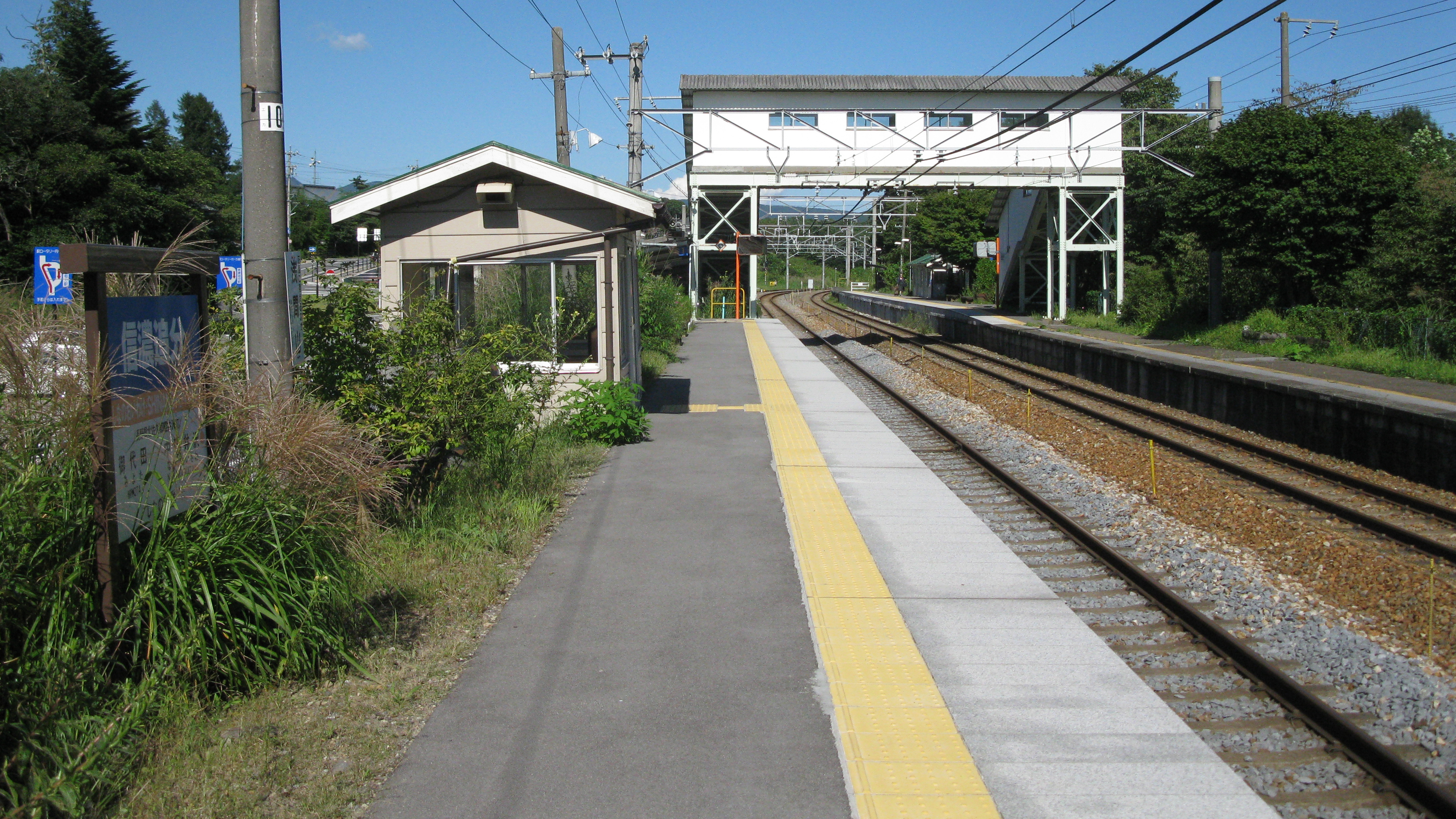
승강장 모습
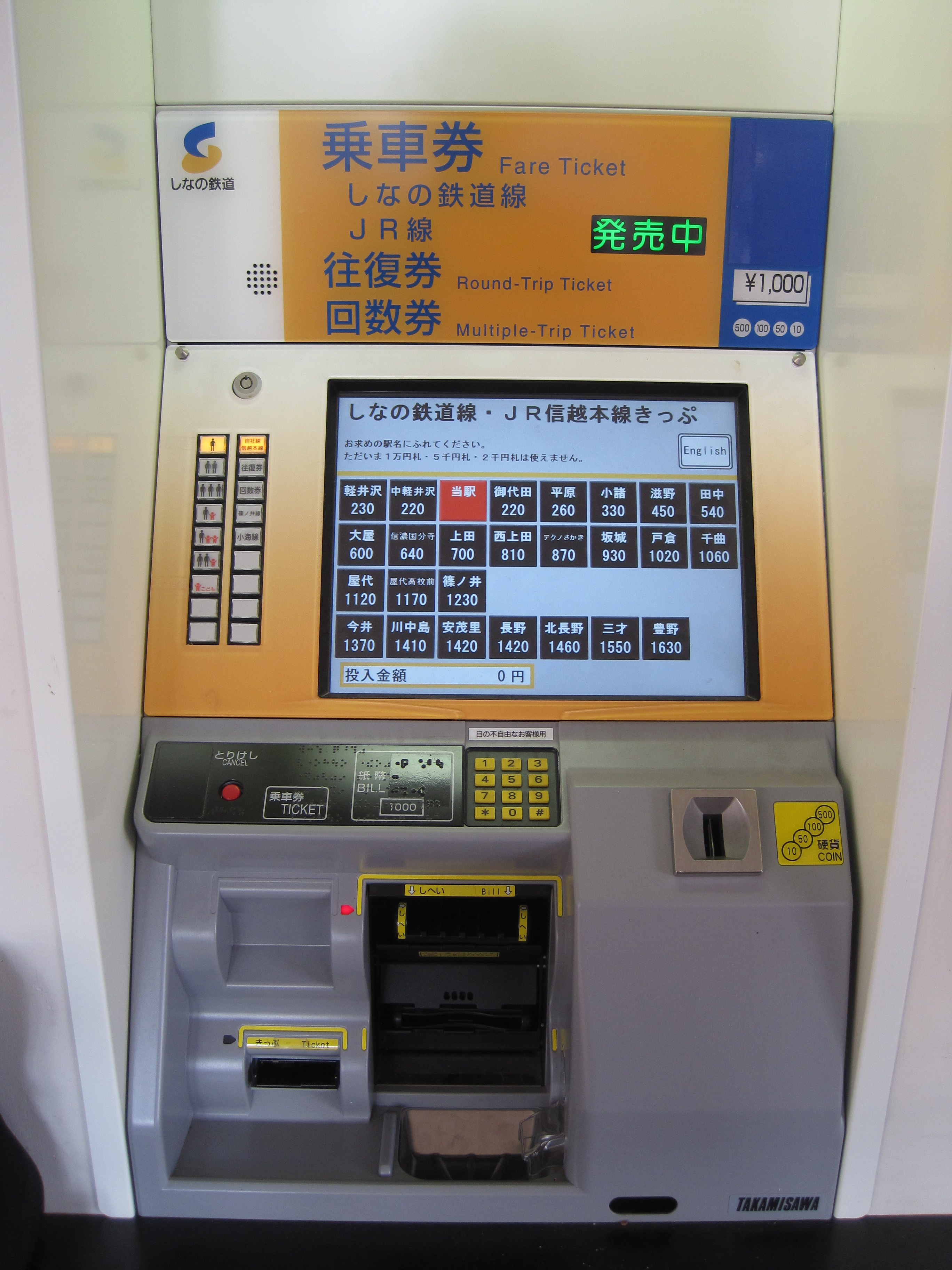
자동 판매기 모습

## 인접역
| 시나노 철도 ■ 시나노 철도선    | 시나노 철도 ■ 시나노 철도선 | 시나노 철도 ■ 시나노 철도선 |
| ------------------------------ | --------------------------- | --------------------------- |
| 나카카루이자와 가루이자와 방면 |                             | 미요타 나가노 방면          |